# A (album de Jethro Tull)
A este al XIII-lea album din 1980 al formației britanice Jethro Tull lansat la 1 septembrie 1980.
Toate piesele sunt compuse de Jan Anderson.

## Tracklist

### Side one
1. [ 3;55 ] "Crossfire"
2. [ 4:35 ] "Fylingdale Flyer"
3. [ 5:04 ] "Working John, Working Joe"
4. [ 6:35 ] "Black Sunday"

### Side two
1. [ 3:36 ] "Protect and Survive"
2. [ 3:52 ] "Batteries Not Included" –
3. [ 3:34 ] "Uniform"
4. [ 3:42 ] "4.W.D. (Low Ratio)"
5. [ 3:28 ] "The Pine Marten's Jig"
6. [ 4:21 ] "And Further On" –

## Ediții
1980 -Island Records Marea Britanie lansat la 1-sep-1980
2004 -Highland EUROPE: CD-DA remasterizat include bonus DVD-ul Slipstream.